# 浪花恋しぐれ
「浪花恋しぐれ」（なにわこいしぐれ）は、1983年5月21日に発売された都はるみと岡千秋によるデュエットシングル。

## 解説
- この曲は、戦前の上方落語界のスーパースター初代・桂春団治の破天荒な生き方とそれを陰で支えた妻・お浜との夫婦愛をモチーフにした曲である。

- オリコンチャートでは、発売翌月の6月にはTOP20に登場し8月にはTOP10入りを果たす。以後は翌年2月まで20位以内をキープするロングセラーとなり、賞レースなどでテレビによる歌唱が頻発する12月に入り最高順位3位を記録した。さらに、第25回日本レコード大賞特別金賞・第16回日本有線放送大賞、第16回全日本有線放送大賞を受賞した。またマレーシアでは康成･刘秋仪のデュエットで【浪花恋曲】のタイトルで北京語カヴァーされた。

- 都と岡は本楽曲で、1983年・第34回NHK紅白歌合戦に出場した。

- B面の「恋のさだめ川」は、作曲した徳久広司とのデュエットソング。

## 収録曲
- 両楽曲共に、作詞：たかたかし／編曲：斉藤恒夫

1. 浪花恋しぐれ（4分15秒）
作曲：岡千秋／歌：都はるみ・岡千秋
2. 恋のさだめ川（5分12秒）
作曲：徳久広司／歌：都はるみ・徳久広司